# 女子レスリング選手一覧
女子レスリング選手一覧（じょしレスリングせんしゅいちらん）は、アマチュアレスリングで好成績を修めたレスリング選手の一覧である。

## あ
- アグニエシカ・ウェシュチェク
- アレーナ・カルタショワ
- アンナ・ゴミズ
- 足立（上林）美穂
- 石井千恵（＼(^o^)／チエ）
- 伊調馨
- 伊調千春
- 伊藤彩香
- 井上佳子
- イリーナ・メルレニ
- 岩間利香
- 岩間怜那
- 浦野弥生
- エリカ・ウィーブ
- エレーナ・シャリギナ
- 大島和子
- 越智雅子
- 小原（坂本）日登美

## か
- 甲斐友梨
- 川井友香子
- 川井梨紗子
- 川崎明美
- キャロル・ハイン
- グーゼル・マニウロワ
- クラリサ・チャン
- クリスティン・ノードハーゲン

## さ
- 斉藤和枝
- 栄希和
- 坂本襟
- 坂本真喜子
- 坂本涼子
- サラ・マクマン
- ジャクリン・カスティージョ
- 篠村敦子
- 清水美弥子
- 許莉
- 正田絢子
- 景瑞雪
- 新海真美
- スタンカ・ズラテバ
- 須﨑優衣

## た
- タチアナ・スアレス
- 辻結花
- トーニャ・バービーク
- 登坂絵莉
- 土性沙羅

## な
- 成国（飯島）晶子
- 西牧未央

## は
- ハケリン・テンテリア
- バトチェチェグ・ソロンゾンボルド
- パトリシア・ミランダ
- 浜口京子
- 船越光子

## ま
- マーティン・ダグレニアー
- マイデル・ウンダ
- マリヤ・スタドニク
- 宮崎未樹子
- 宮本知恵
- 向田真優
- 村田夏南子
- 本橋裕子

## や
- 山本美憂
- 山本聖子
- ユリア・ラトケビッチ
- 吉田沙保里
- 吉村祥子

## ら
- ランディ・ミラー
- リズ・ルグラン
- リュボフ・ボロソワ

## わ
- 王嬌
- 王旭